# Phylloglossum
Phylloglossum, monotipski rod paprati u porodici Lycopodiaceae smješten u potporodicu Huperzioideae. Jedina vrsta je P. drummondii, malena biljčica svjetlo žute do žutozelene boje iz Australije i Novog Zelanda. 
Naraste od 15 do 50 mm visine., ili po drugim izvorima 3 do 5 cm (1 do 2 inča). Ima relativno visok broj kromosoma. Phylloglossum ima podzemnu bazu nalik na lukovicu, nekoliko sočnih listova u obliku šiljaka i jednu stabljiku koja nosi skupinu ljuskastih listova koji nose sporangije.  Umire do gomolja tijekom sušne sezone i ponovno se pojavljuje s povratkom kiše.

## Sinonimi
- Huperzia drummondii (Kunze) Christenh.
- Lycopodium sanguisorba Spring